# Na przykładzie mojego brata
Na przykładzie mojego brata (niem. Am Beispiel meines Bruders) – opowiadanie niemieckiego pisarza Uwe Timma z 2003. Pierwsze wydanie przez Verlag Kipenheuer & Witsch w Kolonii (2003). Polskie tłumaczenie – Arkadiusz Żychliński, 2005 – wydawnictwo Czytelnik.
Jest to dzieło rozrachunkowe, w którym pokolenie Niemców niebiorące bezpośredniego udziału w zbrodniach II wojny światowej z uwagi na wiek, rozlicza się z tym czasem, przez pryzmat postępowania członków swoich rodzin. Autor opisuje wojenne i powojenne losy swojej rodziny, wspierając się zapiskami z autentycznego pamiętnika swojego brata (Karla-Heinza), który poległ na Ukrainie w 1943, po dobrowolnym zaciągu do Waffen-SS. 
Timm zadaje pytania o stopień wiedzy społeczeństwa niemieckiego na temat zbrodni wojennych popełnianych na wschodzie, demaskuje psychologiczne mechanizmy obronne, zastanawia się nad powodami dobrowolnego wstępowania do jednostek frontowych. Ponadto książka zawiera opisy rzeczywistości niemieckiej lat wojennych i powojennych, trudności gospodarczych (rodzina zajmowała się kuśnierstwem) i miast (np. Hamburga i Koburga).